# Bagdad
Bagdad (arab írással  بغداد , tudományos átiratban Baġdād) Irak fővárosa és Bagdad kormányzóság székhelye, Délnyugat-Ázsia második legnagyobb városa Teherán után. Az arab világban csak Kairó előzi meg népesség tekintetében: 2003-ban kb. 5 772 000 ember lakott itt. A Tigris folyó partján fekszik, valaha az iszlám civilizáció egyik központja, pezsgő kulturális centrum, kalifák székhelye volt.
Nevének jelentése a perzsa nyelvben: „angyalok adta”. A Mercer listáján, amelyet a világ nagyvárosainak élhetőségéről tett közé, 2019-ben 231 város közül az utolsó helyen volt.

## Földrajz

### Fekvése
Bagdad egy hatalmas síkság közepén fekszik, melyen a Tigris halad keresztül. A terület, amelyre a város épült, szinte teljesen lapos és alacsony fekvésű.

### Éghajlat
Bagdadban a szubtrópusi száraz éghajlat jellemző. Az egyik legforróbb város a világon, mivel a nyáron júniustól augusztusig az átlagos maximum hőmérséklet 44 °C körüli, csapadék pedig szinte sohasem esik. Az éjszakai hőmérséklet nyáron ritkán van 24 °C alatt. Mivel a páratartalom nagyon alacsony (általában 10%), porviharok is előfordulhatnak.
Télen enyhék a  nappalok, decembertől februárig a maximum átlaghőmérséklet 16-18 °C. A reggelek hidegek, de fagypont alatti hőmérséklet csak egy-két alkalommal figyelhető meg évente.
Csapadék szinte kizárólag csak a novembertől márciusig terjedő időszakban esik, mértéke átlagosan mintegy 150 mm évente. Az első hóesés, melyet az elmúlt 100 évben feljegyeztek Bagdad történetében 2008. január 11.-én volt.
| Hónap                                                      | Jan. | Feb. | Már. | Ápr. | Máj. | Jún. | Júl. | Aug. | Szep. | Okt. | Nov. | Dec. | Év   |
| ---------------------------------------------------------- | ---- | ---- | ---- | ---- | ---- | ---- | ---- | ---- | ----- | ---- | ---- | ---- | ---- |
| Átlagos max. hőmérséklet (°C)                              | 16,0 | 19,0 | 22,0 | 29,0 | 36,0 | 41,0 | 43,0 | 44,0 | 40,0  | 34,0 | 25,0 | 18,0 | 30,6 |
| Átlagos min. hőmérséklet (°C)                              | 3,8  | 5,5  | 9,6  | 15,2 | 20,1 | 23,3 | 25,5 | 24,5 | 20,7  | 15,9 | 9,2  | 5,1  | 14,9 |
| Átl. csapadékmennyiség (mm)                                | 26   | 28   | 28   | 17   | 7    | 0    | 0    | 0    | 0     | 3    | 21   | 26   | 156  |
| Havi napsütéses órák száma                                 | 192  | 203  | 244  | 255  | 300  | 348  | 347  | 353  | 315   | 272  | 213  | 195  | 3237 |
| Forrás: Climate & Temperature, Meteorological Organisation |      |      |      |      |      |      |      |      |       |      |      |      |      |

## Történelem

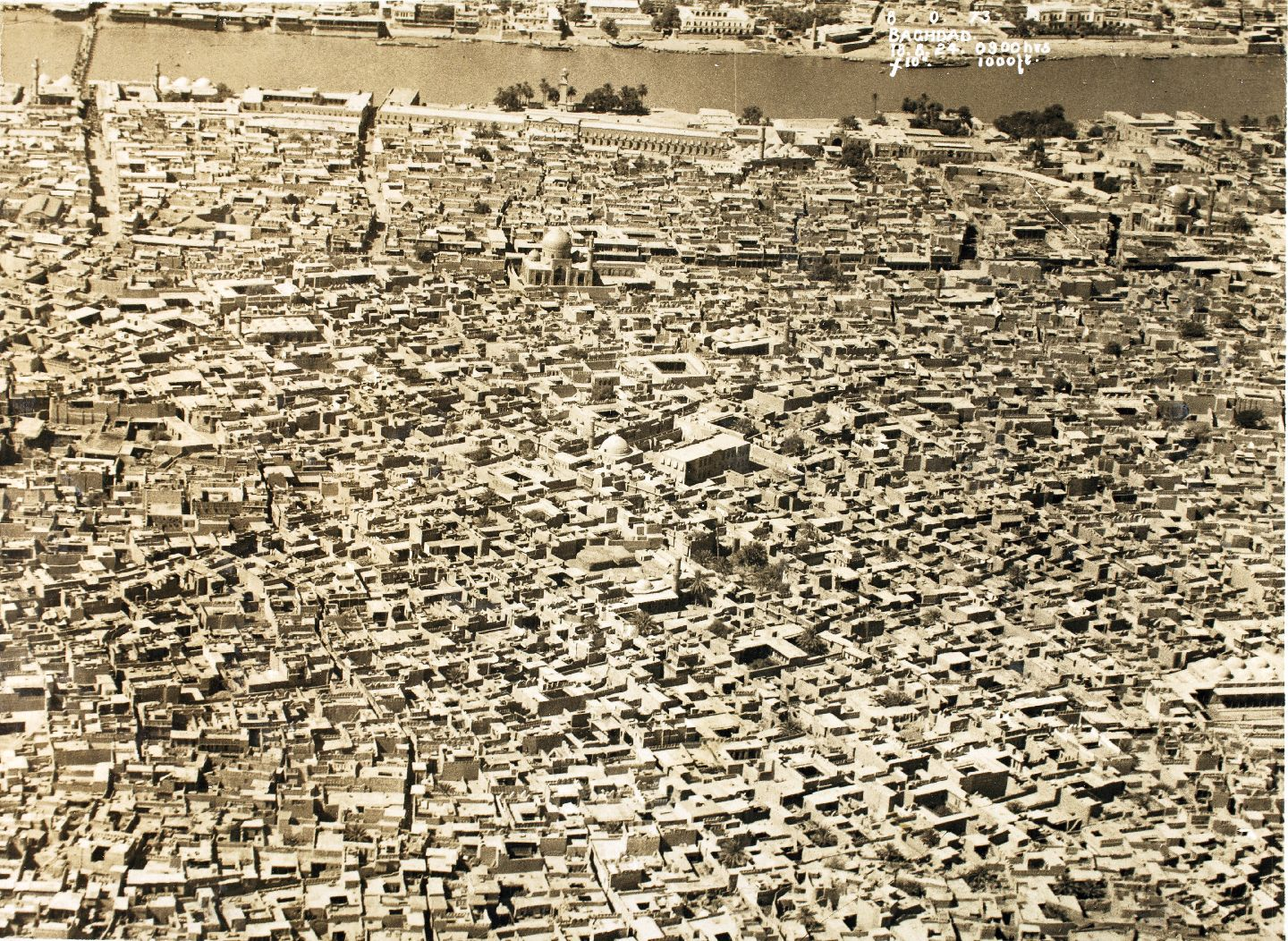
Bagdad a magasból 1924-ben

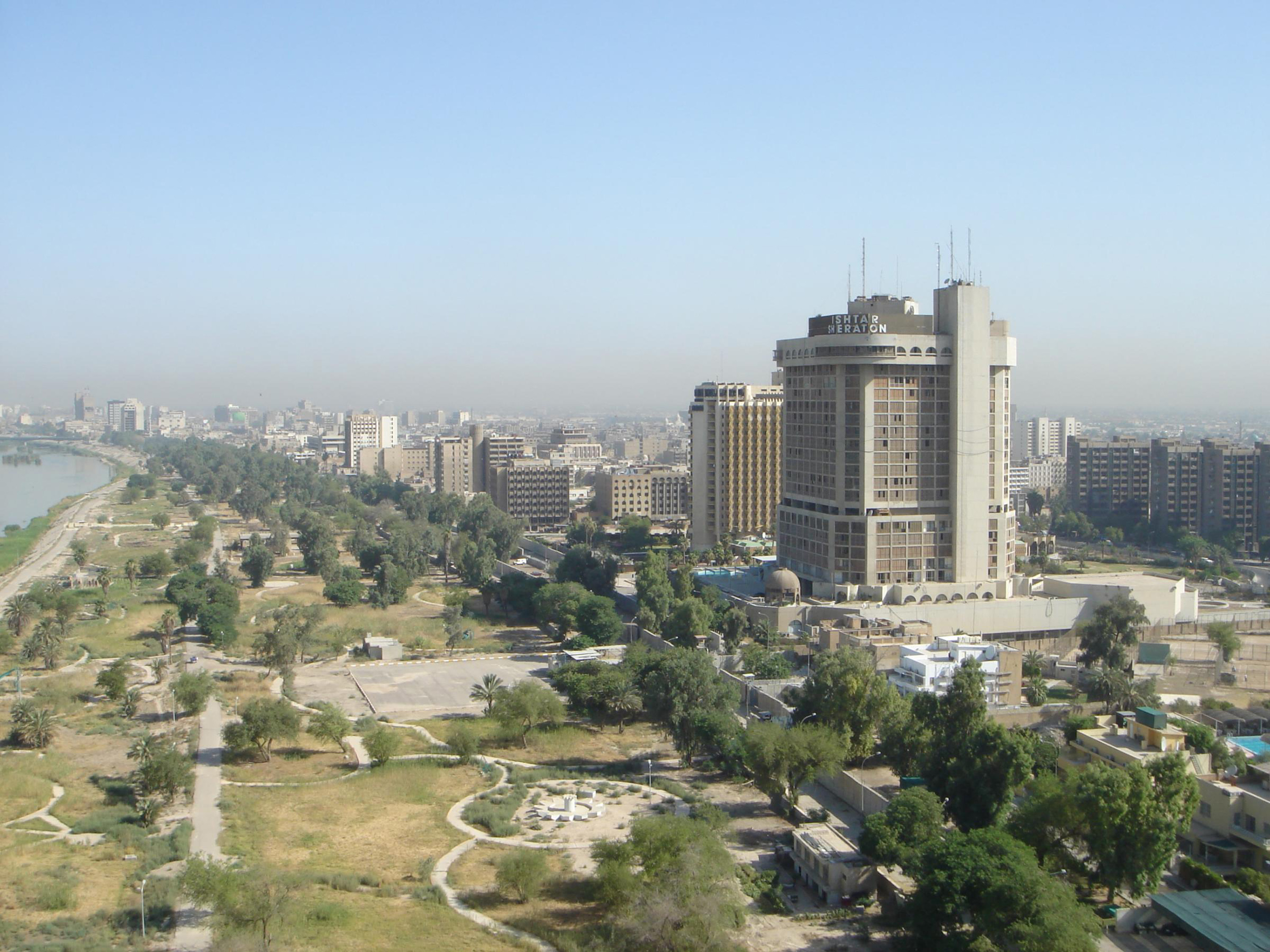
A város egyik „vörös zónája” nagyobb szállodákkal

Bagdad, – bár több ókori civilizáció és birodalom fővárosának közelében található (Ktésziphón, Szeleukeia, Babilon), – alapítása csak a kora középkorra tehető.

### Középkor
Bagdád egy kis, perzsák lakta falu volt. Al-Manszúr, a második Abbászida kalifa gondos előtanulmányok után itt építette fel új fővárosát 762-ben, melynek központját az ún. Kerek Város képezte: ezt egy észak–déli és kelet–nyugati sugárút szelte ketté, és a közepén állt az uralkodói palota. Itt kaptak helyet a legfőbb hivatalok is. A hadsereg és a köznép külön-külön városrészbe került, de az idők folyamán egyre jobban terjeszkedő és több százezres lélekszámúvá növő város hamarosan összenőtt, és lassan „vándorolni” kezdett dél felé.
Fénykorát élte 800 körül, Harun-al-Rasid idejében, aki sokat áldozott a város fényének emelésére. Az arab történetírók feljegyzései szerint ebben az időtájban 2 millió lakosa is volt.
A kalifák hatalma a 10. század közepére névlegessé vált. 936-ban Ibn Ráik, egy környékbeli sejk, majd 945-től az iráni Buvajhidák szerezték meg a város és a kalifa feletti ellenőrzést, amit 1055-ben a szeldzsukok vettek át tőlük. A város, bár politikai súlyát elvesztette, egészen a 13. századig megőrizte fontos kulturális pozícióját.
1258-ban végül a Hülegü vezette mongolok bevették, lerombolták és többszázezer lakost mészároltak le. A kalifák Egyiptomban kerestek menedéket, a kifosztott Bagdad pedig hosszú időre jelentőségét vesztette, népessége is jelentősen lecsökkent.

### Újkor
A 16. században az Oszmán Birodalom hódította meg, melynek vilajetszékhelye lett. Az ismételt perzsa támadások ellenére az oszmán fennhatóság alatt állt egészen az első világháborúig, kivéve egy rövid időszakot (1623–1638), amikor a perzsák uralma alatt volt.

### 19. század
A 19. században Bagdadban nőtt az európai befolyás a kereskedelem fokozásával. A században a jólét növekedett Bagdadban. 1860 és 1914 között több oszmán kormányzó fejlesztette a várost, különösen Midhat Paşa. Hivatali ideje alatt (1869–72) leromboltatta a régi városfalakat, megreformálta a közigazgatást és modern nyomdát állított fel. Létrejött a távíró, katonai gyárak, valamint modern kórházak és iskolák létesültek.

### 20. század
1917-ben a mezopotámiai hadjárat harcaiban a Brit Birodalom elfoglalta, 1921-től a Brit Mandátum alatti Iraki Királyság (Mantadory Iraq), majd 1932-től a független Irak fővárosa. Az ország legnagyobb kereskedővárosa (szőnyeg, sálak, selyem, iparcikkek, gyapot, ópium, datolya, rizs, szézám), amely tipikusan keleties külsejű, szűk utcás, lapos tetejű fehér házakból felépített település volt.
1941-ben a brit hadsereg ismét elfoglalta. 1958-ban katonai puccs megdöntötte a királyságot. Több további katonai puccs és forradalom után, az 1960-as évek végére után indult újra fejlődésnek.
A város jelentősen sérült az 1991-es Öböl-háború bombázásai során és infrastruktúrájának nagy része elpusztult.

### 21. század
2003-ban az amerikaiak megszállták a Bagdadot. (Lásd: Iraki háború.) A város az amerikai bombázások során ismét jelentős károkat szenvedett. Gyakorlatilag polgárháborús helyzet alakult ki, amit nehéz volt kordában tartani.

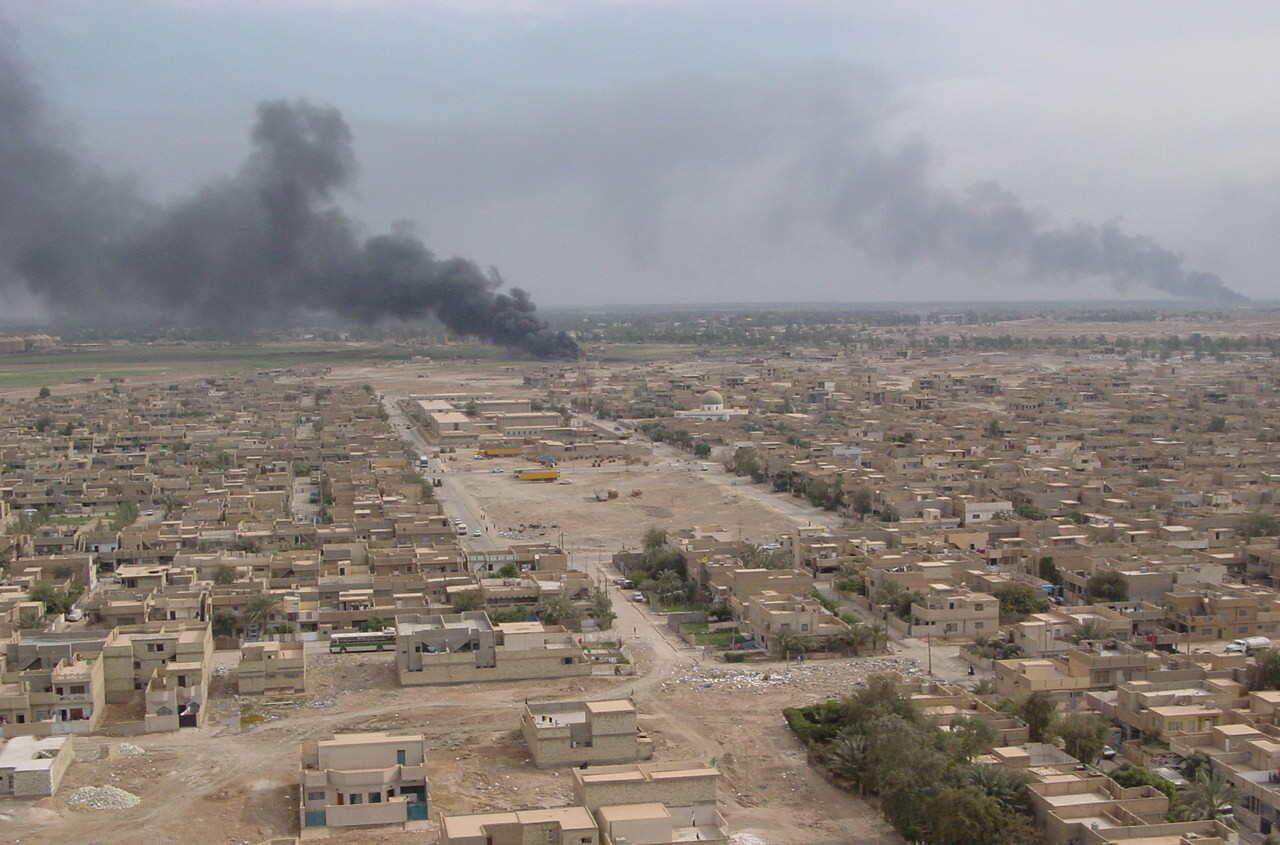
2003-as rakétatámadás
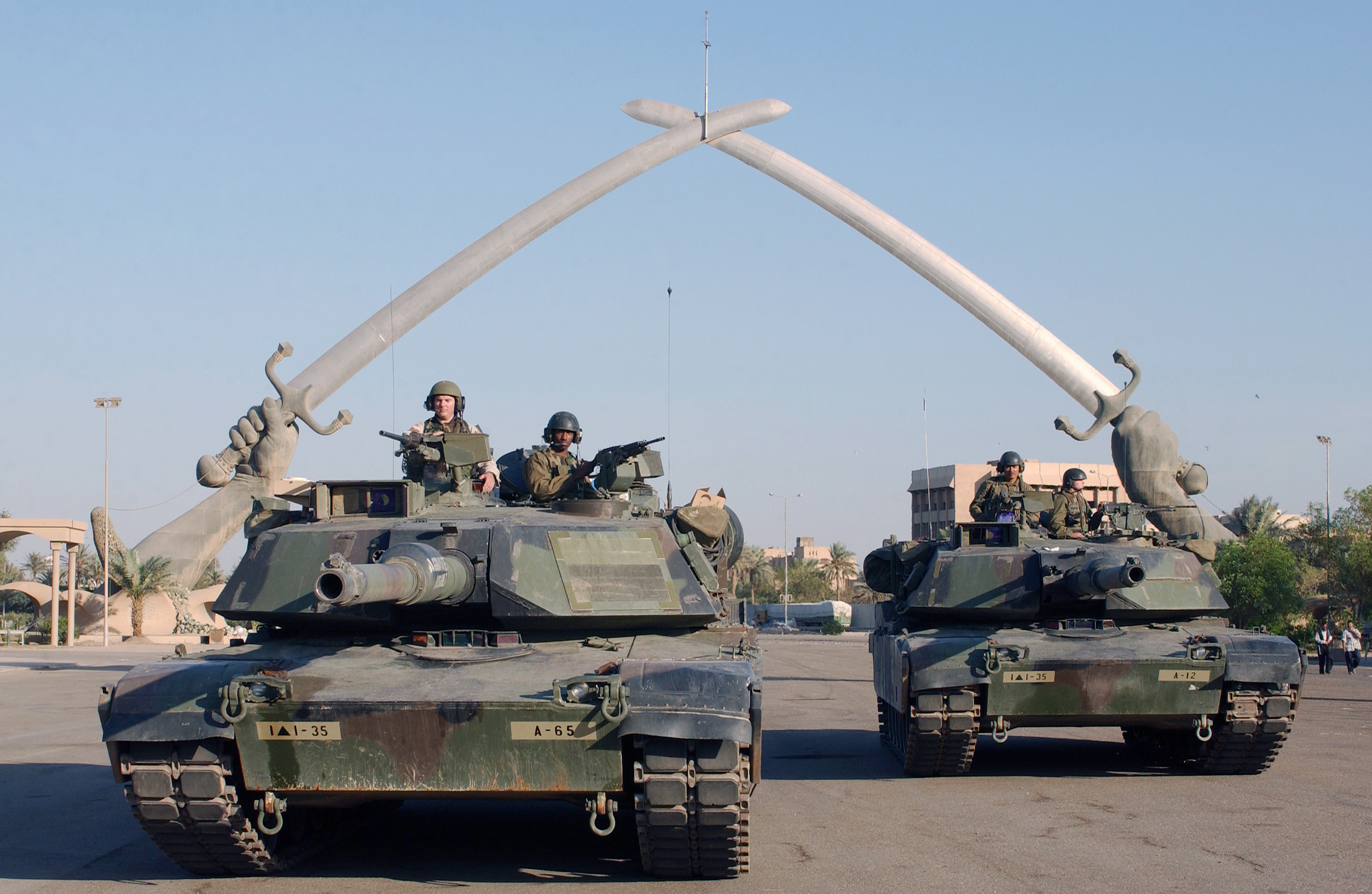
Városkapu amerikai tankokkal (2003)

2007 végére stabilizálódott a helyzet: a merényletek megritkultak, kezdtek visszaköltözni az emberek, most már éjszaka is kimehettek az utcára, újra zenés lakodalmakat kezdtek tartani, sőt – egyes források szerint – szeszboltok is nyíltak.
2019 végén a tüntetők Bagdad és más iraki városok utcáira vonultak, hogy demonstráljanak a gazdasági fejlődés hiánya, a kormányzati korrupció és a belügyekbe történő külföldi beavatkozás ellen. Egy tüntetőcsoport megtámadta az Egyesült Államok bagdadi nagykövetségét is.
2020. január 3-án az Egyesült Államok légicsapást hajtott végre a bagdadi nemzetközi repülőtér ellen, az iráni Forradalmi Gárda legfőbb parancsnokát megcélozva, és megölte a vele együtt tartózkodó iraki milícia vezetőjét is.

## Népesség

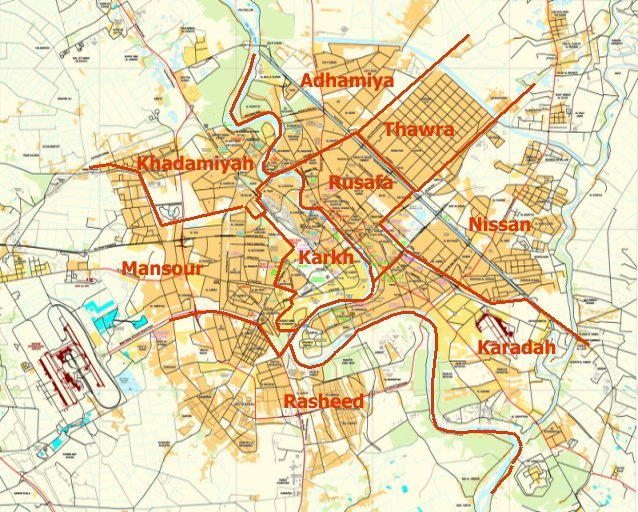
Bagdad adminisztratív felosztása

A bagdadi agglomeráció lakosságát 2015-ben 7,2 millióra becsülték.
Az egykor jelentős nyugati közösség 1958 óta lecsökkent, és ma főként üzletemberekre, a diplomáciai testület tagjaira és a külföldi vállalatok vezetőire korlátozódik. Hasonlóképpen a város egykor külföldi arabok, köztük többszázezer egyiptomi otthona volt. Sokan az öböl-háború előtt hagyták el az országot.
Egykor egy nagy zsidó közösségnek is otthont adott, az etnikai üldözés azonban az 1950-es évektől kezdve azonban a legtöbb zsidót elűzte az országból, és a 20. század végére gyakorlatilag egy sem maradt közülük.

### Nyelv
A városban iraki arabot beszélnek, az arab nyelv egy dialektusát.
A káld katolikus egyház szír arámi nyelven vezeti le a liturgiát. Mivel azonban a hívek többsége arabul beszél, a lakosság arab nyelvét egyre inkább használják imák, bibliai szakaszok mondásakor, és a szentmise gyakran kétnyelvű. A vallási oktatás arab nyelven folyik.

### Vallás
A lakosság 95%-a muszlim. Ennek megfelelően számtalan mecset található Bagdadban, amelyek közül a leghíresebb az Abu Hanifa mecset. A 2003-as háború előtt a muszlimok 65 százaléka szunnita, 35 százaléka pedig síita volt. Azóta ez az arány változott.
Bagdadban vallásilag síita, szunnita, asszír / káld / szír, örmény és vegyes városrészek találhatók.
A keresztények aránya csekély, talán 1-2%. A városban négy katolikus főegyházmegyének: a örmény katolikus, káld katolikus, a latin és a szír katolikus főegyházmegyének az érseki széke is megtalálható. A városban székel az asszír keleti egyház patriarchája.

## Építészet
A város építészete a hagyományos két- vagy háromemeletes téglaházaktól a modern acél-, üveg- és betonszerkezetekig terjed. A hagyományos bagdadi ház általában egy zsúfolt beépítésű, keskeny utcán található, rácsos ablakokkal, és fallal körülvett belső udvarral rendelkezik.
A késő oszmán korszak néhány szép épülete az Al-Karkh, Ruṣzāfah és Al-Kāẓimiyyah negyedekben található.

## Oktatás
A város az ország legjelentősebb képzési központja. Több egyetem is található itt, például a Bagdadi egyetem, az Al-Mustansiriyya egyetem és a Műszaki egyetem.

## Kultúra

### Múzeumok
Bagdad múzeumai közül a legfontosabb:
- az Iraki Múzeum (1923), amely az ókori Mezopotámia fontos régészeti kincseit tartalmazza;
- a Modern Művészetek Nemzeti Múzeuma (1962), amely iraki művészek festményeinek, szobrainak és kerámiájának gyűjteményét tartalmazza.

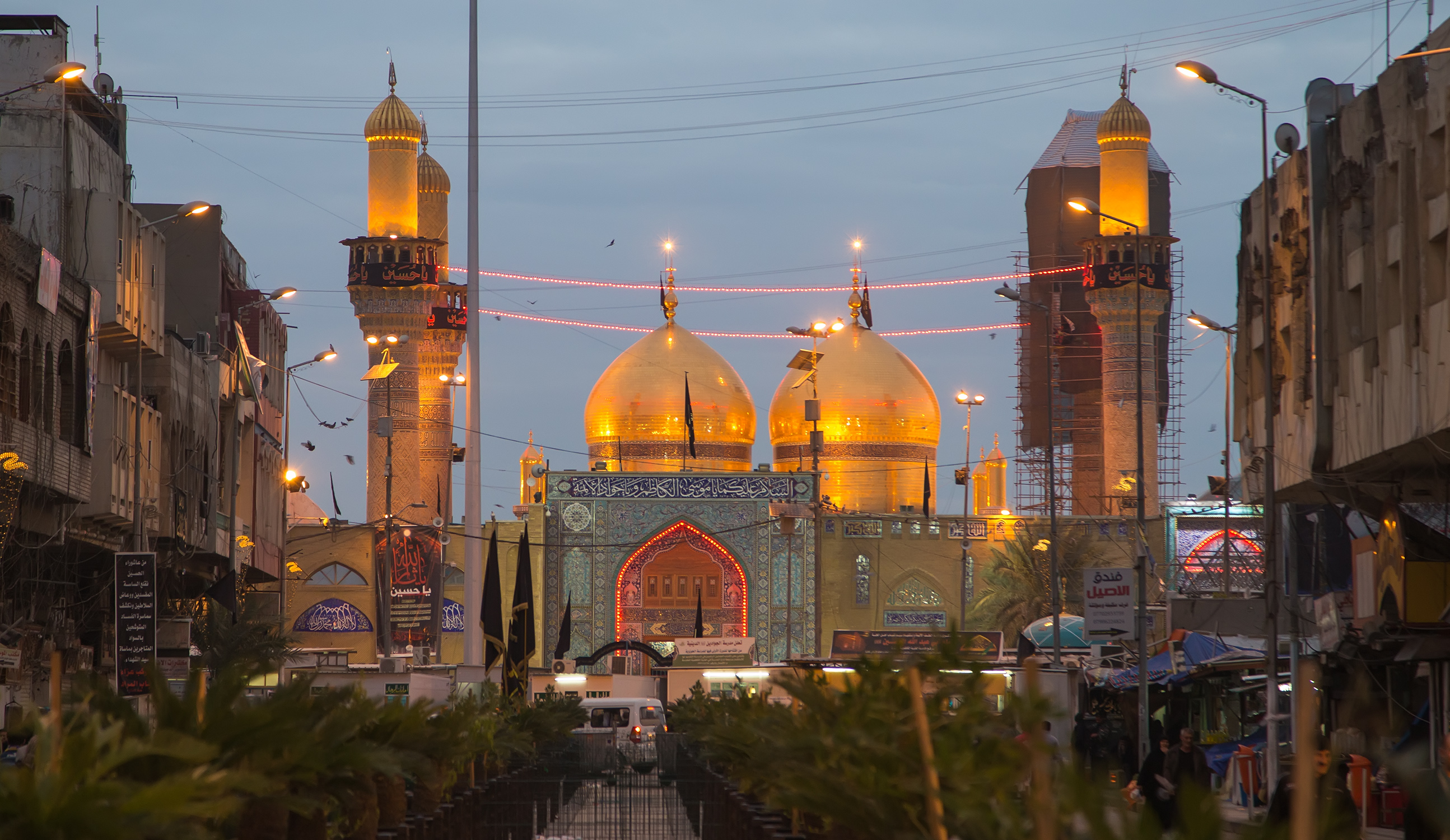
Az Al-Kadhimiya-mecset

### Mecsetek
Az iszlám világ legfontosabb mecsetjei és szentélyei közül több található itt:
- a Mūsai al-Kāẓim és Muḥammad al-Jawād síita imámok szentélye Al-Kāẓimiyyah-ban;
- a szunnita Abū Ḥanīfah szentélye Al-Aʿẓamiyyah-ban;
- az ʿAbd al-Qādir al-Jīlānī , a qādiriyyah szúfi rend alapítójának szentélye Ruṣzāfah-ban.

## Közlekedés
- Bagdad–Baszra nagysebességű vasútvonal

## Híres emberek

### A városhoz kapcsolódik
- Nyáry Ernő (1906-1987) karmelita szerzetes, bagdadi érsek (1954-1983)[8]

### A város szülöttei
- Adil Abd al-Mahdi, volt alelnök
- Ijád Allavi, volt miniszterelnök
- Zaha Hadid építész
- Kuszaj Huszein, Szaddám Huszein második fia
- Ibn Kammúna filozófus
- Jaqúb bin Killísz, a Fátimidák vezírje
- Mona Yahia író
- Susanne Ayoub írónő

## Testvérvárosok
- Ammán, Jordánia
- Bejrút, Libanon
- Kairó, Egyiptom
- Dubaj, Arab Emírségek
- Szanaa, Jemen

## Galéria

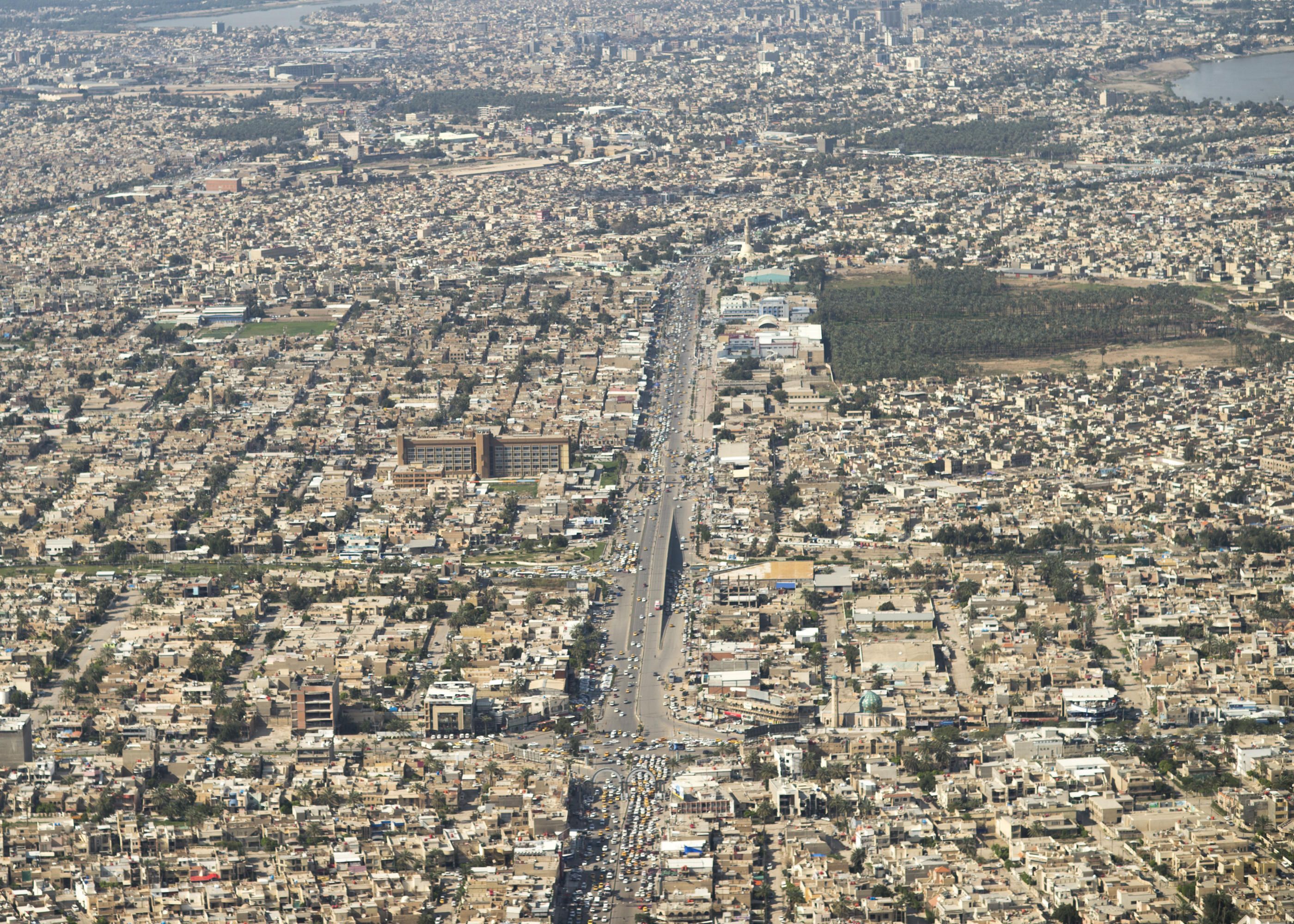
Városkép
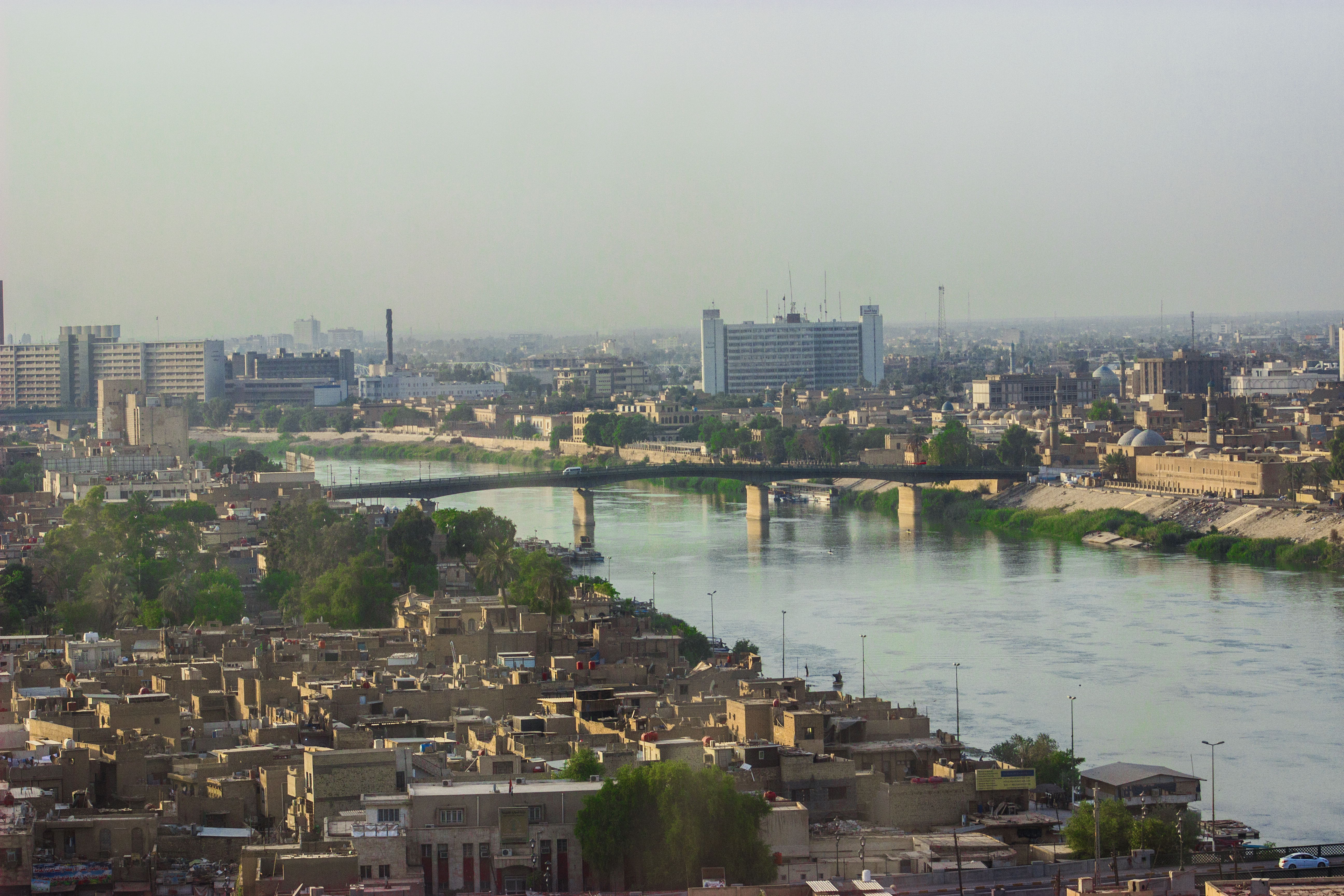
Városkép a Tigris folyó mellett
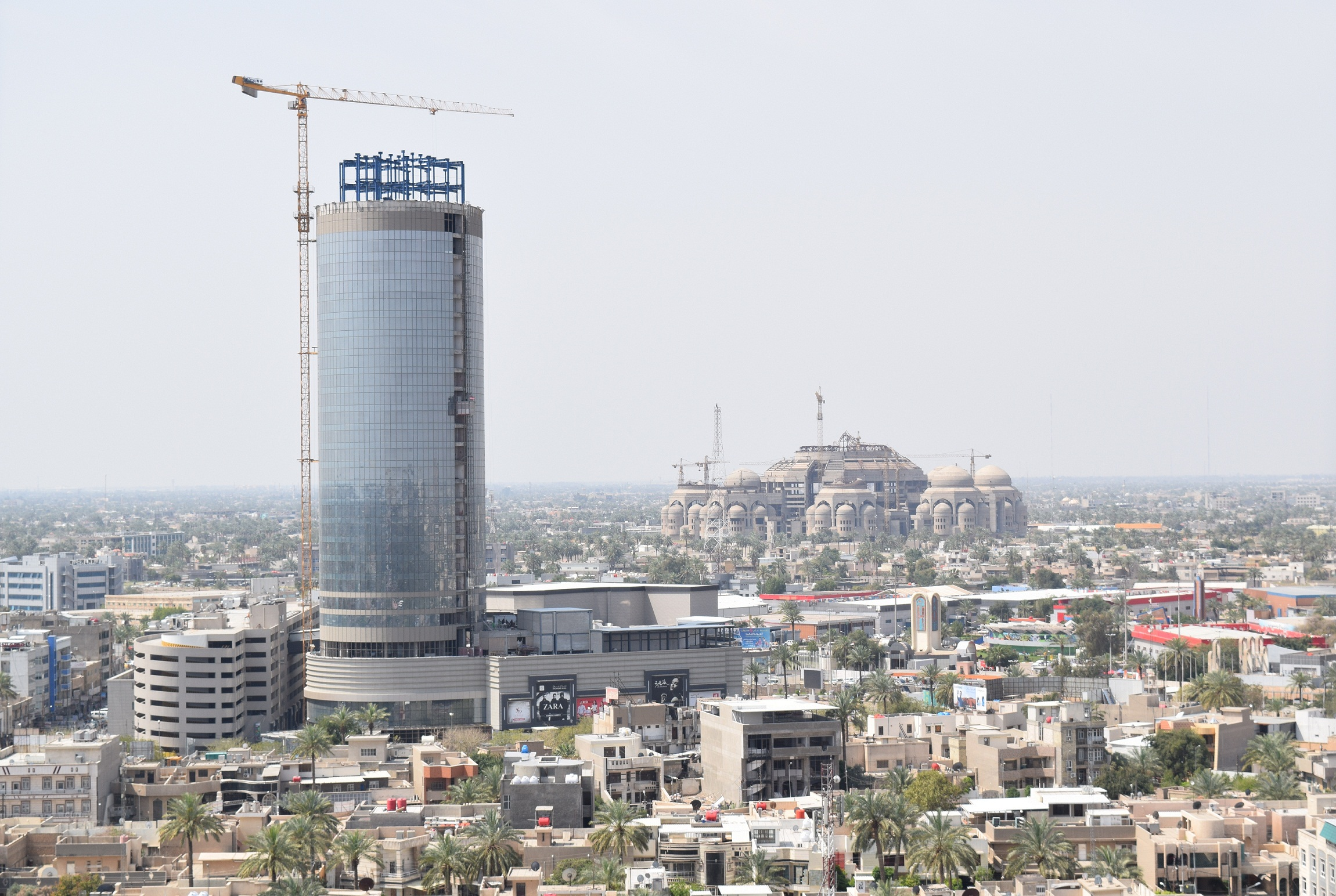
Új épületeket húznak fel a 2010-es években
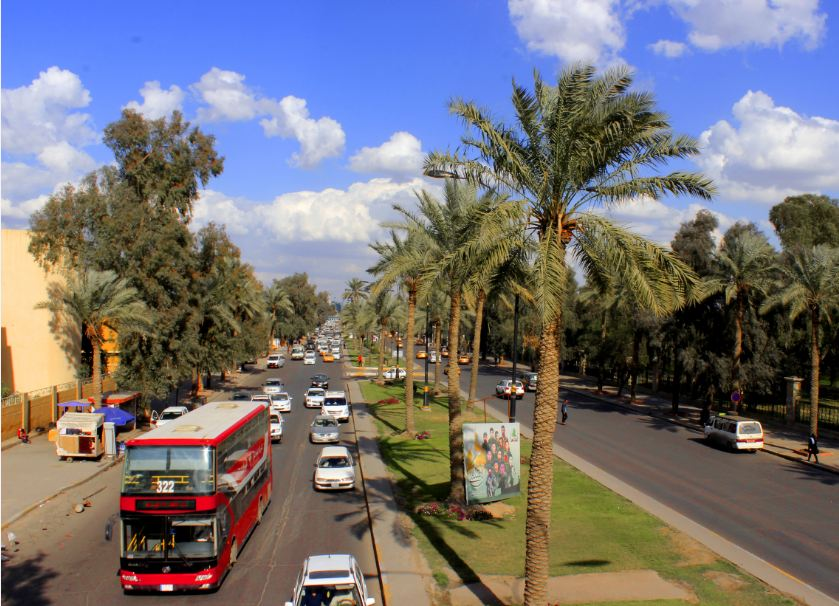
Utcakép
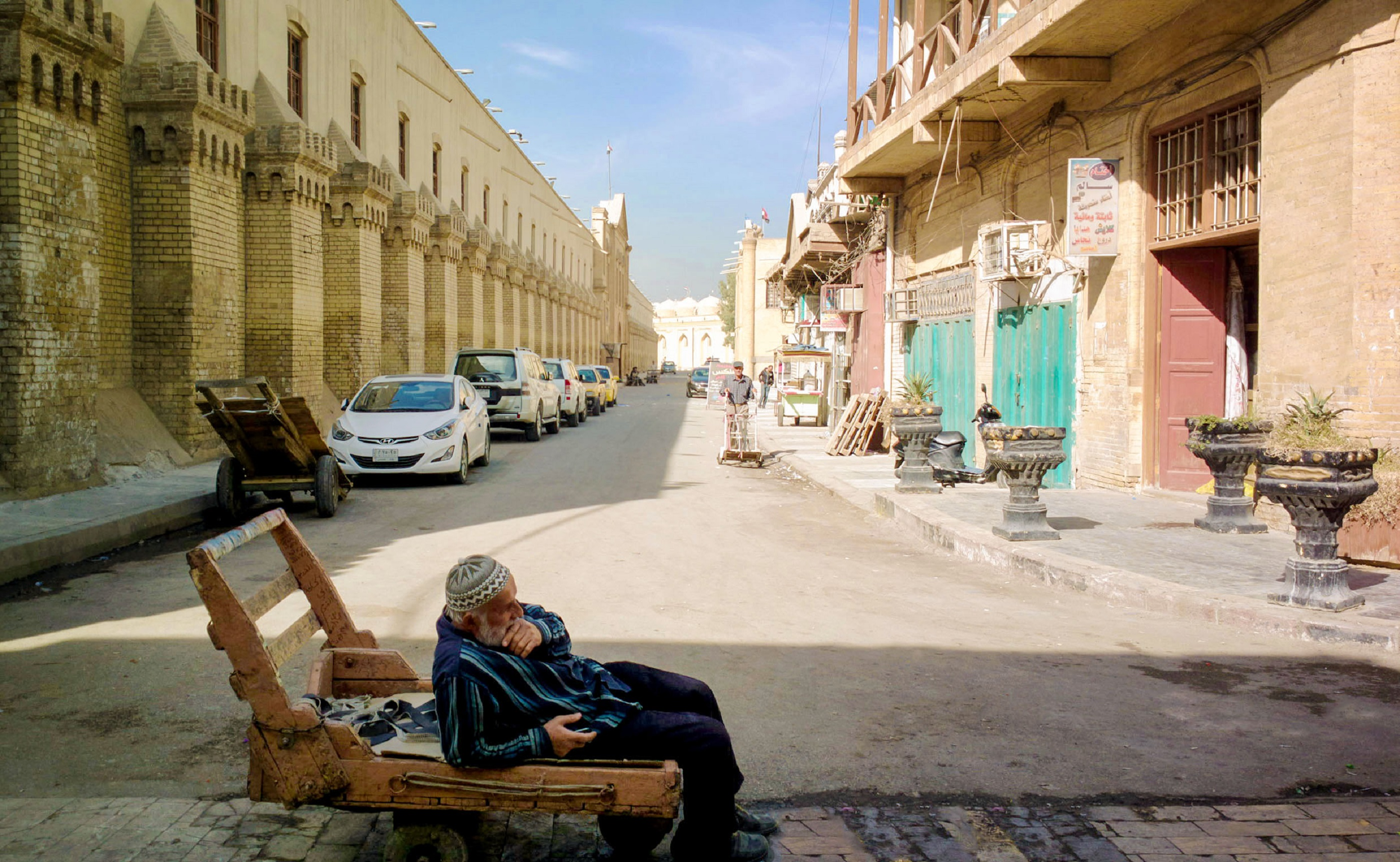
Utcakép
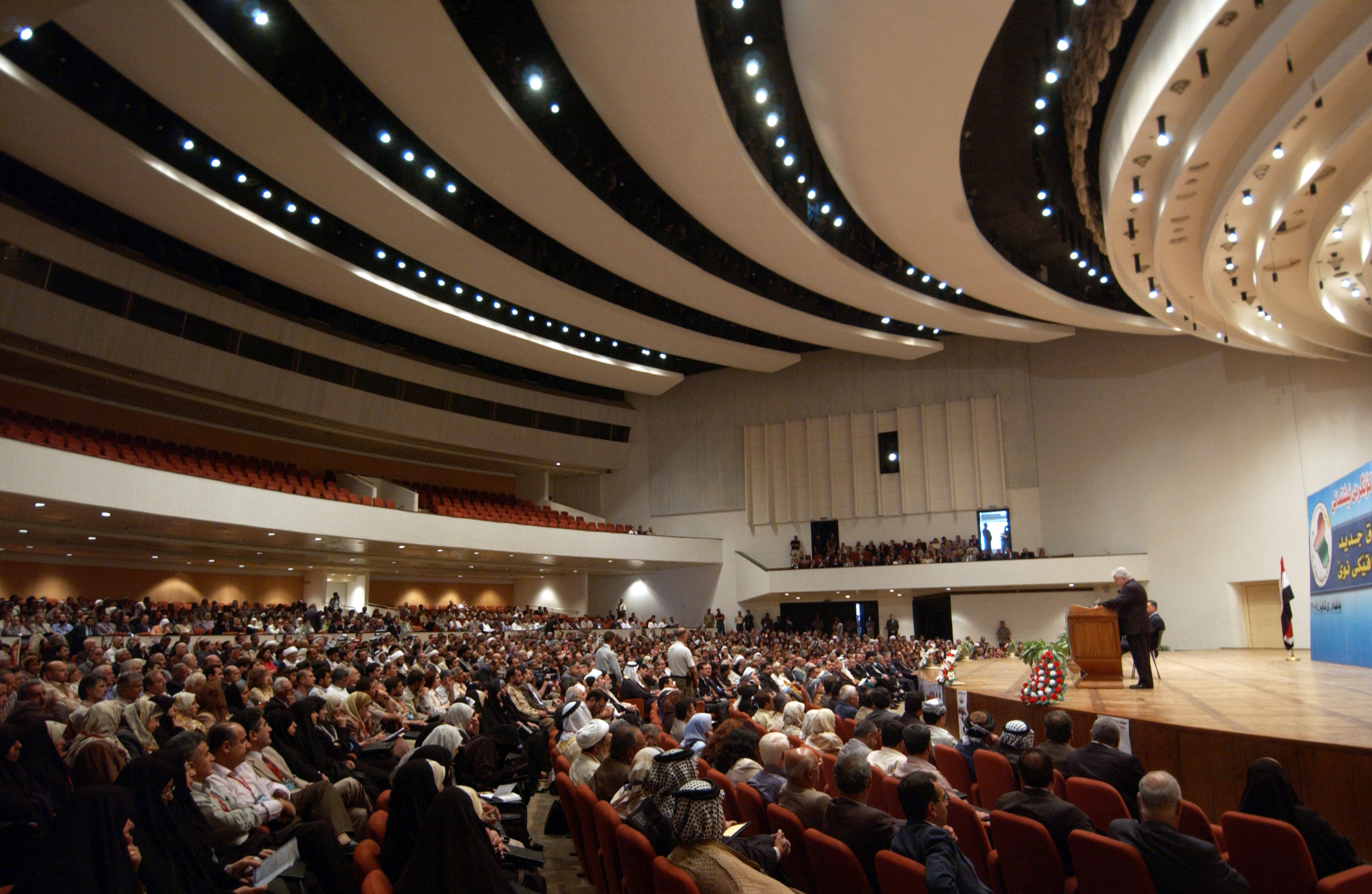
Kongresszusi központ
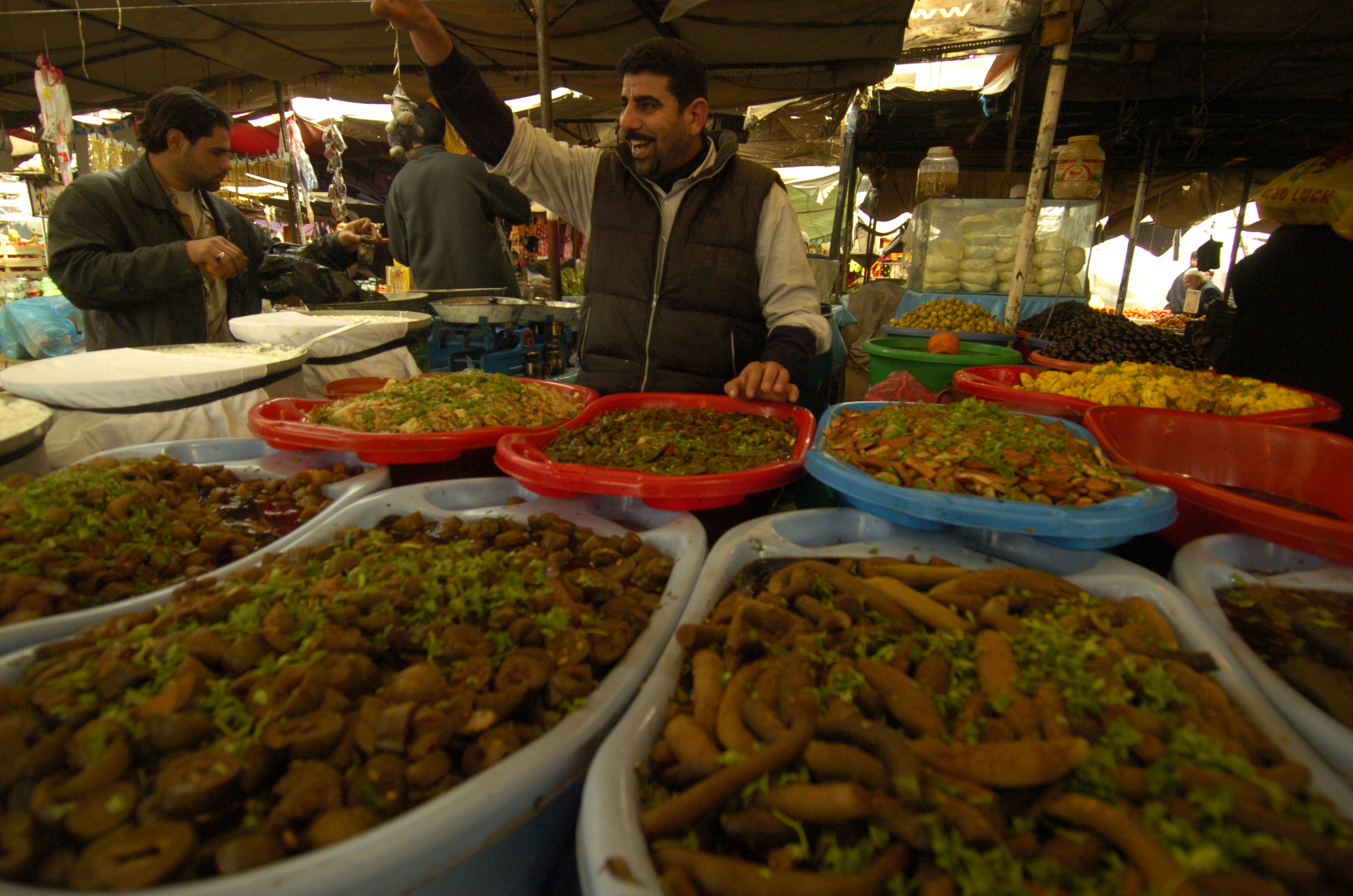
Piackép